# Ursula Andkjær Olsen
Ursula Andkjær Olsen, född  28 november 1970 i Köpenhamn på Själland, är en dansk poet och musikvetare utbildad i musikvetenskap och filosofi på Köpenhamns Universitet och Technische Universität Berlin samt på Forfatterskolen i Köpenhamn 1999.

## Priser och utmärkelser
- 2009 – Nominerad till Nordiska Rådets Litteraturpris för diktsamlingen Havet er en scene
- 2010 – Anckerska legatet
- 2010 – Otto Gelsted-priset
- 2011 – Holbergmedaljen
- 2012 – Montanas litteraturpris för diktsamlingen Det 3. årtusindes hjerte
- 2015 – Kritikerpriset för diktsamlingen Udgående fartøj
- 2020 – Søren Gyldendal-priset
- 2021 – Nominerad till Nordiska Rådets Litteraturpris för romanen Mit smykkeskrin